# Brahmachari
Brahmachari eller Brahmacharya är en livsfas i hinduism, som omfattar celibat och studier av Vedaskrifterna. Livsfasen pågår under 14-20 år och börjar innan puberteten.